# Karl Josef Simonis
Karl Josef Simonis (* 25. November 1902 in Treis; † 25. Mai 1983 in Zell, Mosel) war ein deutscher Jurist und Politiker (CDU).

## Leben
Simonis besuchte die Volksschule Treis und legte 1923 das Abitur am Friedrich-Wilhelm-Gymnasium in Trier ab. Danach studierte er Rechtswissenschaften in Universität zu Köln. Nach der Ersten und Zweiten Juristischen Staatsprüfung war er 1930–1935 Gerichtsassessor, bevor er 1934 aus dem Staatsdienst entlassen wurde. 1937 war er Notar in Perl. 1939–1945 leistete er Kriegsdienst als Offizier der Reserve. 1943 wurde er Notar in Zell.

## Politik
Er war Mitglied des Stahlhelms und wurde als solcher 1933 in die SA überführt. 1937 wurde er auch Mitglied der NSDAP.
1949 wurde er Mitglied der CDU und war 1951–1966 Kreisvorsitzender der CDU Zell. 1951–1956 war er Mitglied des Stadtrats Zell und 1952–1966 Mitglied des Kreistags und Kreisdeputierter Zell.
1955 wurde er in den dritten Landtag Rheinland-Pfalz gewählt, dem er bis 1959 angehörte. Im Landtag war er Mitglied im kulturpolitischen Ausschuss, Petitionsausschuss und Rechtsausschuss.